# 裴祚
裴祚，五代十国吴越国至北宋官员，出自河东裴氏。
裴祚是吴越国王钱俶的女婿，他的妻子是钱俶的长女。宋太宗端拱三年（990年），以兵部郎中孔承恭为太常少卿，魏羽为秘书少监，戶部郎中柴成务为光禄少卿，魏庠为卫尉少卿，張洎为太仆少卿，吕端为大理少卿，臧丙为司农少卿，袁廓为鸿胪少卿，工部郎中张雍为太府少卿。当时裴祚、慎从吉、宋雍等人先担任少卿，全都改授东宫官。